# 21454 Chernoby
21454 Chernoby è un asteroide della fascia principale. Scoperto nel 1998, presenta un'orbita caratterizzata da un semiasse maggiore pari a 3,1692653 UA e da un'eccentricità di 0,0796986, inclinata di 9,89888° rispetto all'eclittica.
L'asteroide è dedicato a Grant Fabian Chernoby, studente che nel 2006 ottenne il secondo premio giunse all'Intel International Science and Engineering Fair.